# Xanthomonas
Xanthomonas és un gènere de Proteobacteris, molts dels quals causen malalties a les plantes. La majoria de les varietats de Xanthomonas estan disponibles a la National Collection of Plant Pathogenic Bacteria (NCPPB) del regne unit i altres col·leccions internacionals de cultius com la ICMP a Nova Zelanda, CFBP a frança i VKM a Rússia. També a M.T.C.C. d'Índia.

## Patogènesi en plantes
Xanthomonas pot infectar una varietat d'espècies incloent la pebrotera, arròs, cítric, tomaquera, cotoner i soia.

Alguns tipus de Xanthomonas causen taques localitzades en les fulles però altres s'estenen sistemàticament i causen podridures negres o destrucció de la fulla. Injecten un nombre de proteïnes efectores, incloent-hi efector TAL, dins les plantes.